# Faraway Hill
Faraway Hill – była to pierwsza telewizyjna amerykańska opera mydlana, emitowana od 2 października 1946 roku do 18 grudnia tego samego roku. Budżet jednego odcinka wynosił około 300 dolarów. Przez wiele lat serial A Woman to Remember był uważany za pierwszą telewizyjną operę mydlaną, ale zadebiutował on dopiero w 1949.